# Simone Jay
Simone Jay (* 27. Oktober 1960 in Port Chester, New York, als Simone Jackson Clark), auch bekannt als Simona Jackson, ist eine US-amerikanische Sängerin, die vor allem in der italienischen Eurodance-Szene tätig war.

## Karriere
Die Sängerin zog Anfang der 90er-Jahre nach Italien und wurde vom Produzenten Roberto Zanetti entdeckt. 1993 veröffentlichte sie beim Label DWA ihre erste Single Love is the Key unter dem Namen Simona Jackson. In den folgenden Jahren arbeitete sie mit Ice MC und Netzwerk zusammen. Nach dem Wechsel zu VCI Recordings änderte sie ihren Künstlernamen zu Simone Jay. 1997 veröffentlichte sie ihre nächste Solo-Single Wanna B Like a Man, die die Spitze der italienischen Singlecharts erreichte. Im selben Jahr gelang der Sängerin auch mit Midnight ein Charterfolg.
Simone Jay arbeitete in diesen Jahren auch mit Fargetta, Eiffel 65 und DJ Dado zusammen. 1998 veröffentlichte sie die Single Luv Thang sowie die erfolgreiche Kollaboration mit DJ Dado in Ready or Not, 1999 Paradise. 2000 gelang ihr noch einmal ein kleinerer Hit mit Give Me Love Love, danach gab es nur noch sporadisch Veröffentlichungen der Sängerin, die schließlich wieder zurück in die USA zog.

## Diskografie
Singles (Auswahl)

| Jahr | Titel Album        | Höchstplatzierung, Gesamtwochen, AuszeichnungChartplatzierungen (Jahr, Titel, Album, Platzierungen, Wochen, Auszeichnungen, Anmerkungen) | Höchstplatzierung, Gesamtwochen, AuszeichnungChartplatzierungen (Jahr, Titel, Album, Platzierungen, Wochen, Auszeichnungen, Anmerkungen) | Anmerkungen                                                     |
| Jahr | Titel Album        | IT | UK | Anmerkungen                                                     |
| ---- | ------------------ | --- | --- | --------------------------------------------------------------- |
| 1997 | Wanna B Like a Man | IT1 (9 Wo.)IT | UK93 (1 Wo.)UK |                                                                 |
| 1997 | Midnight           | IT8 (1 Wo.)IT | — |                                                                 |
| 1998 | Luv Thang          | — | — | Platz 8 (13 Wochen) in den italienischen M&D-Charts             |
| 1998 | Ready or Not       | — | UK51 (2 Wo.)UK | mit DJ Dado Platz 3 (13 Wochen) in den italienischen M&D-Charts |
| 1999 | Paradise           | — | — | Platz 38 (3 Wochen) in den italienischen M&D-Charts             |
| 2000 | Give Me Love Love  | IT49 (1 Wo.)IT | — |                                                                 |

## Belege
1. ↑  Chartquellen:
  - Guido Racca & Chartitalia: Top 100 FIMI Singoli. Lulu, 2013, S. 105.
  - Simone Jay in den Official UK Charts (englisch): abgerufen am 3. April 2020.
2. 1 2  Guido Racca: M&D Borsa Singoli 1960-2019. Selbstverlag, 2019, ISBN 978-1-09-326490-6, S. 252.
3. ↑  Guido Racca: M&D Borsa Singoli 1960-2019. Selbstverlag, 2019, ISBN 978-1-09-326490-6, S. 190.

| Personendaten    | Personendaten                          |
| ---------------- | -------------------------------------- |
| NAME             | Jay, Simone                            |
| ALTERNATIVNAMEN  | Jackson Clark, Simone; Jackson, Simona |
| KURZBESCHREIBUNG | US-amerikanische Sängerin              |
| GEBURTSDATUM     | 27. Oktober 1960                       |
| GEBURTSORT       | Port Chester, New York                 |